# Golgiho aparát

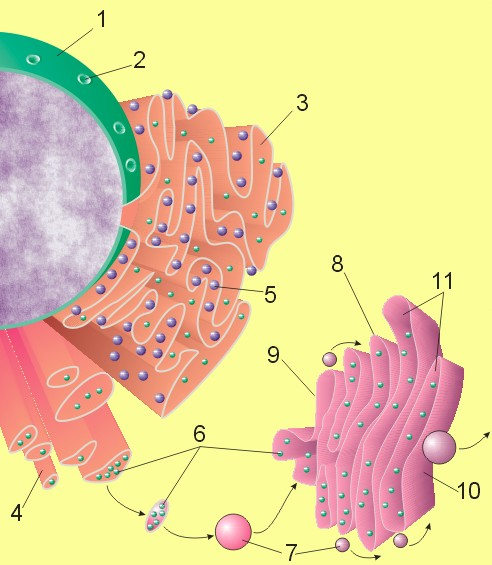
Obrázek ukazuje schéma systému jádro (1) – ER (3, 4) – GA (10)

Golgiho aparát a další membránové buněčné struktury

Golgiho aparát (resp. Golgiho komplex, především u rostlinné buňky také diktyozom) je soustava buněčných váčků, které slouží k transportu a úpravě bílkovin. Představuje součást endomembránového systému většiny eukaryotických buněk; chybí např. u parazitického prvoka Giardia lamblia.
Jméno dostala tato organela podle italského anatoma Camilla Golgiho, který jej nalezl a popsal v nervových buňkách (rok 1898).

## Funkce
Soustava Golgiho aparátu slouží k transportu, přechovávání a úpravě (tzn. posttranslační modifikaci, tzn. modifikaci až po translaci) proteinů. K těmto posttranslačním úpravám bílkovin patří např. proteolytické štěpení částí bílkovin (často nutné k jejich správné funkci), navazování a odstraňování nebílkovinných (zejména cukerných) složek, syntéza polysacharidů a imunoglobulinů a tvorba váčků využívaných při exocytóze. V Golgiho komplexu vzniká také materiál pro tvorbu buněčné stěny.
Na výstupu z Golgiho aparátu jsou produkty opět zabaleny do váčků a zpravidla „odeslány“ na místo určení do konkrétního místa buňky.

## Rozdíly ve stavbě
V rostlinných buňkách se často vyskytuje tzv. disperzní Golgiho aparát. Jednotlivé diktyozómy jsou malé a jsou rozptýleny po celé buňce, takže tento typ GK není zjistitelný pod světelným mikroskopem.
Naproti tomu v typických živočišných buňkách jsou diktyozómy větší a jsou nahloučeny vedle sebe, zpravidla poblíž jádra a hladkého endoplazmatického retikula. Diktyozómy jsou navzájem popropojované a zpravidla na straně přivrácené k jádru neustále přijímají váčky odštěpené od ER a intenzívně odštěpují váčky naplněné různými buněčnými sekrety.